# Rümlingen (Wintger)
Rümlingen (luxemburgisch Rëmeljenⓘ, französisch Rumlange ) ist eine Ortschaft in der Gemeinde Wintger, Kanton Clerf im Großherzogtum Luxemburg.

## Lage
Rümlingen liegt im Ösling an der CR 373. Nachbarorte sind Asselborn im Norden, Boxhorn im Osten, Lentzweiler im Süden und Stockem im Westen.

## Geschichte und Allgemeines
Rümlingen wurde zum 1. Januar 1977 nach Wintger eingemeindet und gehörte zuvor zur Gemeinde Asselborn. Der Ort ist ein kleines ländlich geprägtes Dorf. Sehenswert ist die St.-Matthias-Kapelle.